# Rémelfang

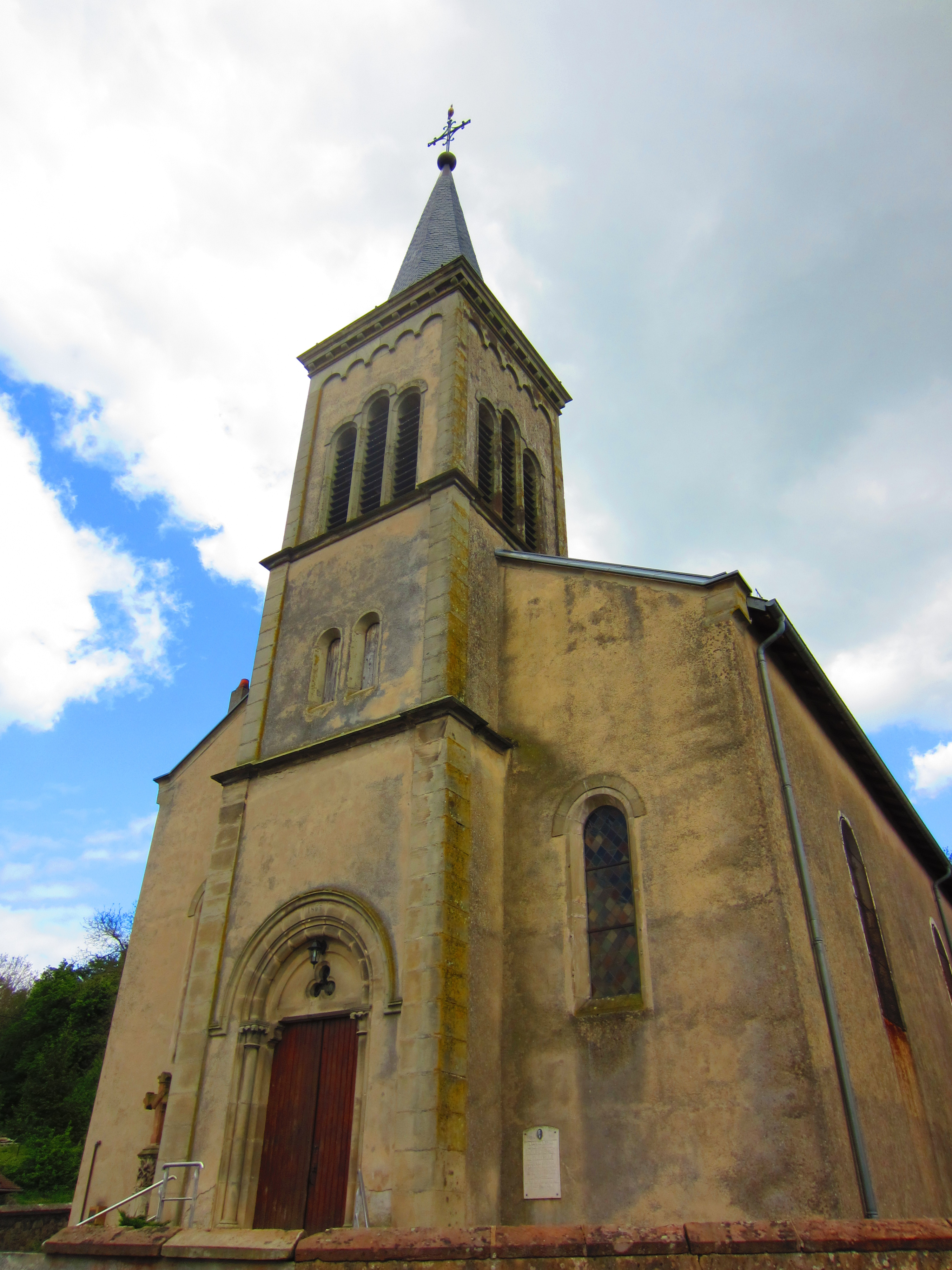
Kerk

Rémelfang (Duits: Remelfangen) is een gemeente in het Franse departement Moselle (regio Grand Est) en telt 152 inwoners (2004). De plaats maakt deel uit van het arrondissement Forbach-Boulay-Moselle.

## Geografie
De oppervlakte van Rémelfang bedraagt 3,3 km², de bevolkingsdichtheid is 46,1 inwoners per km².
De onderstaande kaart toont de ligging van Rémelfang met de belangrijkste infrastructuur en aangrenzende gemeenten.

## Demografie
Onderstaande figuur toont het verloop van het inwonertal (bron: INSEE-tellingen).